# Topla, Bor
Topla (izvirno srbsko Топла) je naselje v Srbiji, ki upravno spada pod Občino Bor; slednja pa je del Borskega upravnega okraja.

## Demografija
V naselju živi 89 polnoletnih prebivalcev, pri čemer je njihova povprečna starost 50,1 let (43,7 pri moških in 57,2 pri ženskah). Naselje ima 33 gospodinjstev, pri čemer je povprečno število članov na gospodinjstvo 3,03.
Prebivalstvo je večinoma nehomogeno, a v času zadnjih treh popisov je opazno zmanjšanje števila prebivalcev.
|  |

| Demografija | Demografija     | Demografija     |
| Leto        | Št. prebivalcev | Št. prebivalcev |
| ----------- | --------------- | --------------- |
|             |                 |                 |
|             |                 |                 |
|             |                 |                 |
|             |                 |                 |
| 1948        | 245             |                 |
| 1953        | 266             |                 |
| 1961        | 247             |                 |
| 1971        | 239             |                 |
| 1981        | 211             |                 |
| 1991        | 154             | 153             |
| 2002        | 104             | 100             |
|             |                 |                 |

| Etnična sestava po popisu iz leta 2002 | Etnična sestava po popisu iz leta 2002 | Etnična sestava po popisu iz leta 2002 | Etnična sestava po popisu iz leta 2002 | Etnična sestava po popisu iz leta 2002 |
| -------------------------------------- | -------------------------------------- | -------------------------------------- | -------------------------------------- | -------------------------------------- |
| Vlahi                                  | Vlahi                                  |                                        | 61                                     | 61,0%                                  |
| Srbi                                   | Srbi                                   |                                        | 39                                     | 39,0%                                  |
| Neznano                                | Neznano                                |                                        | 0                                      | 0,0%                                   |